# Shaumiánovski
Shaumiánovski (del ruso: Шаумяновский) es un jútor del raión de Yegorlykskaya del óblast de Rostov de Rusia. Está situado en la fuente del río Kavalerka, afluente por la derecha del Yeya, 22 km al sudoeste de Yegorlykskaya y 113 km al sureste de Rostov del Don, la capital del óblast. 
Es cabeza del municipio Shaumiánovskoye.